# Ramal de Serra Negra (Companhia Mogiana de Estradas de Ferro)
O ramal de Serra Negra foi um ramal ferroviário construído pela Companhia Mogiana de Estradas de Ferro entre 1889 e 1892. Chamava-se inicialmente ramal de Silveiras e tinha bitola estreita, de 60 cm. Funcionou até 1956, quando foi desativado em toda a sua extensão, devido principalmente à queda da cultura do café nessa região a partir dos anos 1940.